# Алтайская улица (Санкт-Петербург)
Алта́йская улица — улица в Московском районе Санкт-Петербурга. Проходит от Московского проспекта до проспекта Юрия Гагарина.

## История

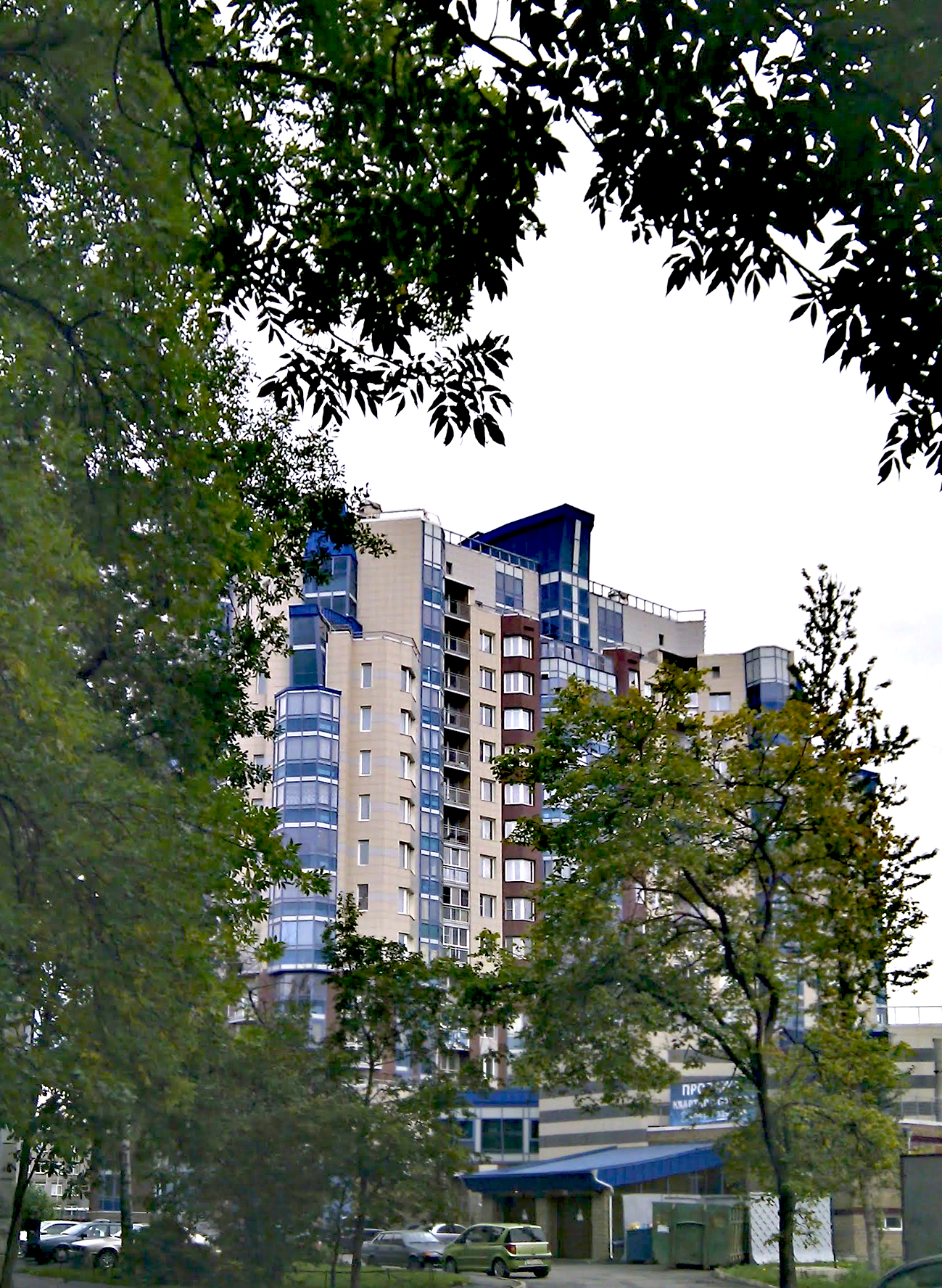
Осенние деревья и дворик на Алтайской улице, 2011.

В Генеральном плане застройки Ленинграда улица, отходящая на восток от Международного проспекта (проспекта Сталина) по южной границе Московской площади, называлась 1-я Южная.
20 декабря 1955 года получила современное название в честь Алтайского края.

## Пересечения
от начала улицы:
- Московский проспект
- Демонстрационный проезд
- улица Ленсовета
- проспект Юрия Гагарина

## Транспорт
Ближайшая к Алтайской улице станция метро — «Московская».

## Инфраструктура
- Станция метрополитена «Московская»
- Гимназия № 526 Московского района
- Школа № 429 Московского района (Дворец детского (юношеского) творчества)